# Светско првенство у скијашким летовима
Светско првенство у скијашким летовима је такмичење у скијашким скоковима, нешто попут светског првенства за ски-скакаче. Такмичење се одржава од 1972. године, и то увек на великим скакаоницама.
Четрдесет скакача се квалификује у прву серију летова, након које су десет најлошијих елиминисани, и тридесет се такмичи у преостале три серије. Скакач који има највише поена након четири скока је светски првак. 2004. године ФИС је увео и екипно такмичење. Национална репрезентација састоји се од четири скакача, а сваки скаче два пута.

## Резултати

### Појединачно
| Светско првенство у скијашким летовима | Светско првенство у скијашким летовима | Светско првенство у скијашким летовима | Светско првенство у скијашким летовима | Светско првенство у скијашким летовима | Светско првенство у скијашким летовима |
| #                                      | Година                                 | Домаћин                                |                                        |                                        |                                        |
| -------------------------------------- | -------------------------------------- | -------------------------------------- | -------------------------------------- | -------------------------------------- | -------------------------------------- |
| 1.                                     | 1972.                                  | Планица, СФРЈ (1)                      | , Валтер Штајнер                       | , Хајнц Восипио                        | , Јиржи Рашка                          |
| 2.                                     | 1973.                                  | Оберстдорф, Западна Немачка (1)        | , Ханс-Георг Ашенбах                   | , Валтер Штајнер                       | , Карел Кодејшка                       |
| 3.                                     | 1975.                                  | Кулм, Аустрија (1)                     | , Карел Кодејшка                       | , Рајнер Шмид                          | , Карл Шнабл                           |
| 4.                                     | 1977.                                  | Викерсунд, Норвешка (1)                | , Валтер Штајнер                       | , Антон Инауер                         | , Хенри Глаф                           |
| 5.                                     | 1979.                                  | Планица, СФРЈ (2)                      | ,Армин Коглер                          | , Аксел Зицман                         | , Пјотр фијас                          |
| 6.                                     | 1981.                                  | Оберстдорф, Западна Немачка (2)        | , Јари Пуиконен                        | , Армин Коглер                         | ,Том Леворстад                         |
| 7.                                     | 1983.                                  | Хараков, Чехословачка (1)              | , Клаус Оствалд                        | , Павел Плоц                           | , Мати Никенен                         |
| 8.                                     | 1985.                                  | Планица, СФРЈ (3)                      | , Мати Никенен                         | , Јенс Вајсфлог                        | , Павел Плоц                           |
| 9.                                     | 1986.                                  | Кулм, Аустрија (2)                     | , Андреас Фелдер                       | , Франц Неулендтнер                    | , Мати Никенен                         |
| 10.                                    | 1988.                                  | Оберстдорф, Западна Немачка (3)        | , Оле Гунар Фидјестол                  | , Примож Улага                         | , Мати Никенен                         |
| 11.                                    | 1990.                                  | Викерсунд, Норвешка (2)                | , Дитер Тома                           | , Мати Никенен                         | , Јенс Вајсфлог                        |
| 12.                                    | 1992.                                  | Хараков, Чешка (2)                     | , Нориаки Касај                        | , Андреас Голдбергер                   | , Роберто Чекон                        |
| 13.                                    | 1994.                                  | Планица, Словенија (4)                 | , Јарослав Сакала                      | , Еспен Бредесен                       | , Роберто Чекон                        |
| 14.                                    | 1996.                                  | Кулм, Аустрија (3)                     | , Андреас Голдбергер                   | , Јане Ахонен                          | , Урбан Франц                          |
| 15.                                    | 1988.                                  | Оберстдорф, Западна Немачка (4)        | , Казујоши Фунаки                      | , Свен Ханавалд                        | , Дитер Тома                           |
| 16.                                    | 2000.                                  | Викерсунд, Норвешка (3)                | , Свен Ханавалд                        | , Андреас Видхејцл                     | , Јане Ахонен                          |
| 17                                     | 2002.                                  | Хараков, Чешка (3)                     | , Свен Ханавалд                        | , Мартин Шмит                          | , Мати Хаутамеки                       |
| 18.                                    | 2004.                                  | Планица, Словенија (5)                 | , Роар Љокелсој                        | , Јане Ахонен                          | , Тами Кјуру                           |
| 19.                                    | 2006.                                  | Кулм, Аустрија (4)                     | , Роар Љокелсој                        | , Андреас Видхејцл                     | , Томас Моргенштерн                    |
| 20.                                    | 2008.                                  | Оберстдорф, Западна Немачка (5)        | , Грегор Шлиренцауер                   | , Мартин Кох                           | , Јане Ахонен                          |
| 21.                                    | 2010.                                  | Планица, Словенија (6)                 | Симон Аман                             | , Грегор Шлиренцауер                   | , Андерс Јакобсен                      |
| 22                                     | 2012.                                  | Викерсунд, Норвешка (4)                | , Роберт Крањец                        | , Руне Велта                           | , Мартин Кох                           |
| 23.                                    | 2014.                                  | Хараков, Чешка (4)                     | , Severin Freund                       | , Андерс Бардал                        | , Петер Превц                          |
| 24.                                    | 2016.                                  | Кулм, Аустрија (5)                     |                                        |                                        |                                        |

### Екипно
| Светско првенство у скијашким летовима | Светско првенство у скијашким летовима | Светско првенство у скијашким летовима | Светско првенство у скијашким летовима                                               | Светско првенство у скијашким летовима                                                 | Светско првенство у скијашким летовима                                                 |
| #                                      | Година                                 | Домаћин                                |                                                                                      |                                                                                        |                                                                                        |
| -------------------------------------- | -------------------------------------- | -------------------------------------- | ------------------------------------------------------------------------------------ | -------------------------------------------------------------------------------------- | -------------------------------------------------------------------------------------- |
| 1.                                     | 2004.                                  | Планица, Словенија (1)                 | Норвешка · Роар Љокелсој · Сигурд Петерсен, · Бјорн Ајнар Ромерен · Томи Ингебригцен | Финска · Јане Ахонен · Тами Кјуру, · Мати Хаутамеки · Вели-Мати Линдштром              | Аустрија · Томас Моргенштерн · Андреас Видхејцл, · Андреас Голдбергер · Волфганг Лоицл |
| 2.                                     | 2006.                                  | Кулм, Аустрија (1)                     | Норвешка · Роар Љокелсој · Ларс Бистол, · Бјорн Ајнар Ромерен · Томи Ингебригцен     | Финска · Јане Ахонен · Тами Кјуру, · Мати Хаутамеки · Јане Хапонен                     | Немачка · Михаел Нојмајер · Георг Шпет, · Александер Хер · Миахел Урман                |
| 3.                                     | 2008.                                  | Оберстдорф, Западна Немачка (1)        | Аустрија · Грегор Шлиренцауер · Андреас Кофлер, · Томас Моргенштерн · Мартин Кох     | Финска · Јане Ахонен · Мати Хаутамеки, · Хари Оли · Јане Хапонен                       | Норвешка · Андерс Јакобсен · Том Хилде, · Андерс Бардал · Бјорн Ајнар Роморен          |
| 4.                                     | 2010.                                  | Планица, Словенија (2)                 | Аустрија · Волфганг Лојцл · Томас Моргенштерн · Мартин Кох · Грегор Шлиренцауер      | Норвешка · Андерс Јакобсен · Андерс Бандал · Јохан Ремен Евенсен · Бјорн Ајнар Ромерен | Финска · Јане Хапонен · Оли Муотка · Мати Хаутамеки · Хари Оли                         |
| 5.                                     | 2012.                                  | Викерсунд, Норвешка (1)                | Аустрија · Томас Моргенштерн · Андреас Кофлер · Грегор Шлиренцауер · Мартин Кох      | Немачка · Андреас Ванк · Рихард Фрајтаг · Максимилијан Мехлер · Северин Фројнд         | Словенија · Јернеј Дамјан · Јуриј Тепеш · Јуре Шинковец · Роберт Крањец                |
| 6.                                     | 2014.                                  | Хараков, Чешка (1)                     | такмичење отказано због јаког ветра.                                                 | такмичење отказано због јаког ветра.                                                   | такмичење отказано због јаког ветра.                                                   |
| 7.                                     | 2016.                                  | Кулм, Аустрија (2)                     |                                                                                      |                                                                                        |                                                                                        |

|}